# Família Arco-Íris

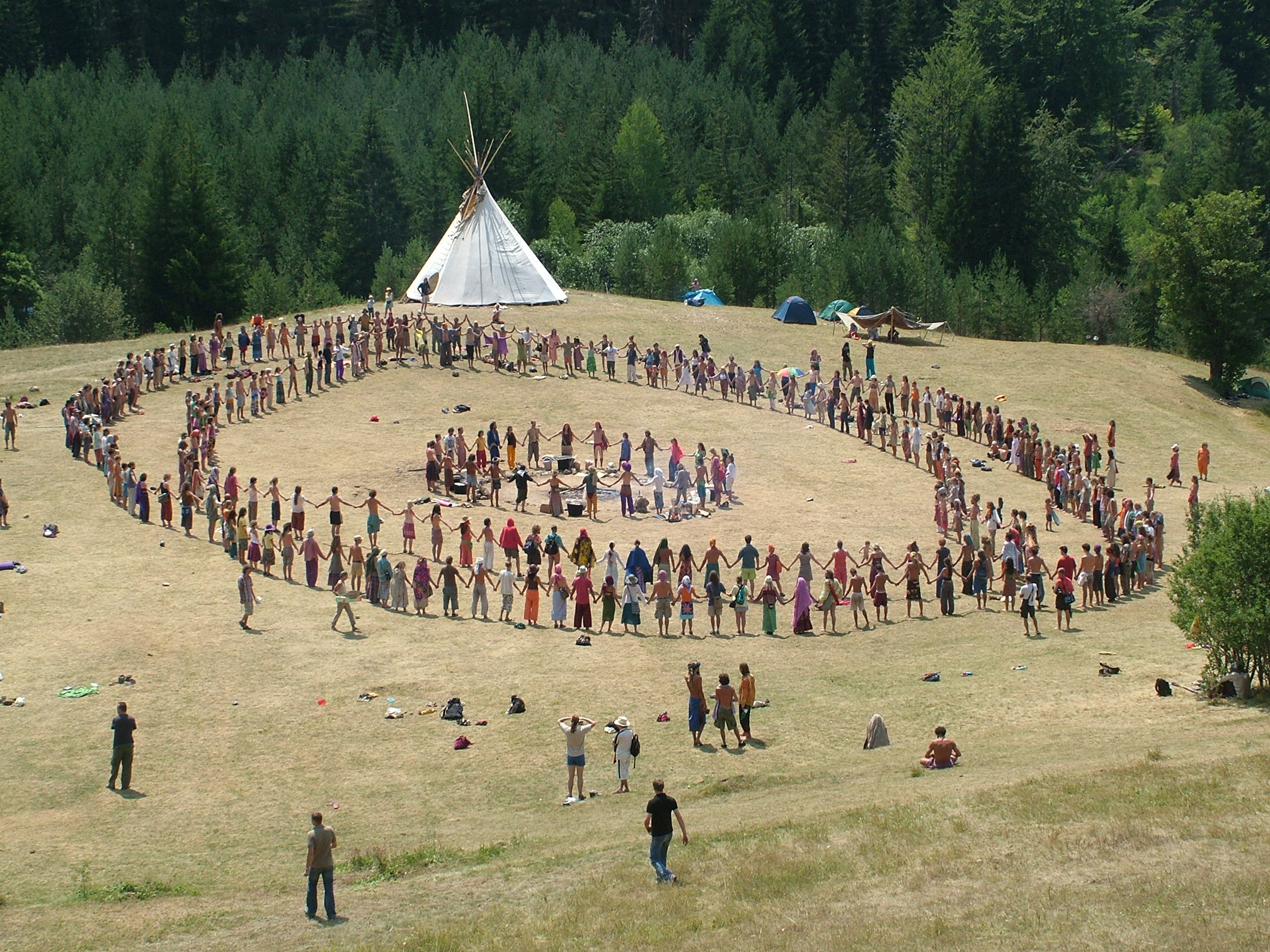
Reunião da Família Arco-Iris na Bósnia e Herzegovina em 2007

A Família Arco-Íris (em inglês: Rainbow Family), ou a "Tribo do Arco-Íris", é a maior não-organização internacional de membros não afiliados. Não possui líderes, hierarquias ou qualquer tipo de organização formal. É o resultado da vontade de vários indivíduos em construir uma comunidade baseada nos princípios da não-violência, da liberdade, e no desenvolvimento de modos de vida alternativos em comunhão com a natureza. Centrada nos valores da paz e do amor, muitas das suas tradições são baseadas na cultura indígena ancestral, possuindo uma forte orientação para a preservação do planeta e das formas de vida naturais.

## Raízes
A Família do Arco-íris, ou os encontros de Tribos do Arco-íris, não começaram numa data específica, e nunca existiram como organização formal. São em muitos sentidos a expressão humana fundamental, a tendência das pessoas para se reunirem em lugares naturais e celebrarem a vida em paz e harmonia.
No final da década de 1960 nos Estados Unidos, surgiu uma massa crítica consciente. Aqueles que levavam a sério o movimento hippie e anti-guerra, aprendiam o que significava a política e as bases da economia. Um diverso e descentralizado movimento social começou a surgir, juntando referências da cultura hippie, dos ensinamentos da espiritualidade nativa norte-americana, das tradições anarquistas-pacifistas e do misticismo oriental.